# Summer breeze (原田知世のアルバム)
『Summer breeze』（サマー・ブリーズ）は、原田知世2枚目のカバー・アルバム。2001年6月20日にフォーライフ・レコードよりリリースされた。

## 概要
帯コピー：耳を澄ませば、そこは心のオアシス。
サウンド・プロデュースにギターデュオのゴンチチを迎えて制作された作品。アルバムのリリースとしては1999年9月の『a day of my life』以来1年9か月振りとなる。主に1960～70年代にかけて発表された洋楽のナンバーから中心に選曲されており、ボビー・ヘブ、キャロル・キング、サイモン&ガーファンクル等のミュージシャンの楽曲をカバーしている。原田の歌声を活かすためのサウンド作りを目指し、全体を通して心地良いボサノヴァ調のアレンジが施されている。

## 収録曲

### CD
| 全編曲: 羽毛田丈史 with ゴンチチ。 |                                 |                               |                               |       |
| #                                  | タイトル                        | 作詞                          | 作曲                          | 時間  |
| 1.                                 | 「Say You Love Me」             | Patti Austin                  | Patti Austin                  | 3:57  |
| 2.                                 | 「Sunny」                       | Bobby Hebb                    | Bobby Hebb                    | 3:58  |
| 3.                                 | 「Just When I Needed You Most」 | Randall Edwin Van warmer      | Randall Edwin Van warmer      | 4:15  |
| 4.                                 | 「How Deep Is Your Love」       | Barry, Rovin & Maurice Gibb   | Barry, Rovin & Maurice Gibb   | 4:41  |
| 5.                                 | 「If」                          | David Gates                   | David Gates                   | 2:33  |
| 6.                                 | 「Scarborough Fair」            | Paul Simon & Arthur Garfunkel | Paul Simon & Arthur Garfunkel | 4:22  |
| 7.                                 | 「You've Got A Friend」         | Carole King                   | Carole King                   | 4:02  |
| 8.                                 | 「That's The Easy Part」        | Beth Nielsen Chapman          | Beth Nielsen Chapman          | 4:30  |
| 合計時間:                          | 合計時間:                       | 合計時間:                     | 合計時間:                     | 32:18 |

## 原曲
| 曲名                        | アーティスト                   | 収録アルバム                                     |
| --------------------------- | ------------------------------ | ------------------------------------------------ |
| Say You Love Me             | パティ・オースティン           | 『End Of A Rainbow』(1976年)                     |
| Sunny                       | ボビー・ヘブ                   | 『SUNNY』(1966年)                                |
| Just When I Needed You Most | ランディ・ヴァンウォーマー     | 『Warmer』(邦題：アメリカン・モーニング)(1978年) |
| How Deep Is Your Love       | ビージーズ                     | 『SATURDAY NIGHT FEVER』(1977年)                 |
| If                          | ブレッド                       | 『Manna』(邦題：神の糧)(1971年)                  |
| Scarborough Fair            | サイモン&ガーファンクル        | 『Parsley, Sage, Rosemary and Thyme』(1966年)    |
| You've Got A Friend         | キャロル・キング               | 『Tapestry』(邦題：つづれおり)(1971年)           |
| That's The Easy Part        | ベス・ニールセン・チャップマン | 『Beth Nielsen Chapman』(1990年)                 |

## 曲解説
(CDアルバムに付属するライナーノートより)
Say You Love Me
- 1976年に発売されたパティ・オースティンのデビュー・アルバム『End Of A Rainbow』からのシングルカット曲。原曲よりも軽快な仕上がりになっており、原田自身は、「晴れた日のドライブは是非この曲で」と話す。

Sunny
- ボビー・ヘブのシングルとして1966年に発表された曲。原田が小学生の頃通っていたバレエ教室の発表会で、ボニーMがカバーした「Sunny」を聴いたことがあり、子供ながらにこの曲を好きだったと回顧している。

Just When I Needed You Most
- 1978年に発表されたランディ・ヴァンウォーマー最大のヒット曲。「アメリカン・モーニング」という邦題が付けられているが、これは当時日本でアメリカン・コーヒーが流行していたことから付けられたもの。

How Deep Is Your Love
- ビージーズのシングルとして1977年に発表され、代表曲のひとつとなった曲。映画『サタデー・ナイト・フィーバー』の劇中で使用された。原田はビージーズの楽曲の中でもこの曲が特に気に入っているとのこと。

If
- ブレッドのシングルとして1971年に発表された曲。原田はこの曲を聴いた時、夕方の柔らかな日差しに包まれたような切なさを感じたという。

Scarborough Fair
- 原曲はイギリスに古くから伝わるもので、1966年にサイモン&ガーファンクルがアルバム『パセリ・セージ・ローズマリー・アンド・タイム』収録した際はこの曲に多少手を加えて制作された。原田はこの曲を以前からカバーしてみたかったと話している。

You've Got A Friend
- キャロル・キングが1971年に発表したアルバム『つづれおり』収録曲。有名な曲だけに、自分のオリジナリティーをどう表現するか悩みながら制作したという。

That's The Easy Part
- 1990年に発表されたベス・ニールセン・チャップマンのファースト・アルバム『Beth Nielsen Chapman』収録曲。この曲だけは、本作のレコーディングを開始してから選曲したという。数回歌入れを試みたが、最終的に最初に歌った仮歌のテイクが良い空気感を出していたため、そのテイクが使用されている。

## 参加ミュージシャン
(CDアルバムに付属するライナーノートより)
Say You Love Me
- Nylon Strings Guitars: ゴンザレス三上
- Electric Piano, Loop & Programs: 羽毛田丈史

Sunny
- Jazz guitars: ゴンザレス三上
- Steel Strings Guitar: チチ松村
- Piano & Drums Programs: 羽毛田丈史
- Acoustic Bass: 渡辺等
- Cuica: 梯郁夫[12]

Just When I Needed You Most
- Nylon Strings Guitars: ゴンザレス三上
- Steel Strings Guitar: チチ松村
- Keyboard & Programs: 羽毛田丈史
- Slit Drum: 梯郁夫

How Deep Is Your Love
- Nylon Strings Guitars: ゴンザレス三上
- Steel Strings Guitars: チチ松村

If
- Nylon Strings Guitars: ゴンザレス三上
- Acoustic Piano & Programs: 羽毛田丈史
- Fretless Bass: 渡辺等
- Triangles, Pandeiro & Bass Drum: 梯郁夫

Scarborough Fair
- Nylon Strings & Soprano Guitars: ゴンザレス三上
- Steel Strings Guitars: チチ松村

You've Got A Friend
- Steel Strings Guitars: チチ松村
- Electric Piano, Flute, Drums & Programs: 羽毛田丈史
- Acoustic Bass: 渡辺等
- Additional Kick & HiHat: 梯郁夫

That's The Easy Part
- Nylon Strings & Jazz Guitars: ゴンザレス三上